# Edmund Wingate

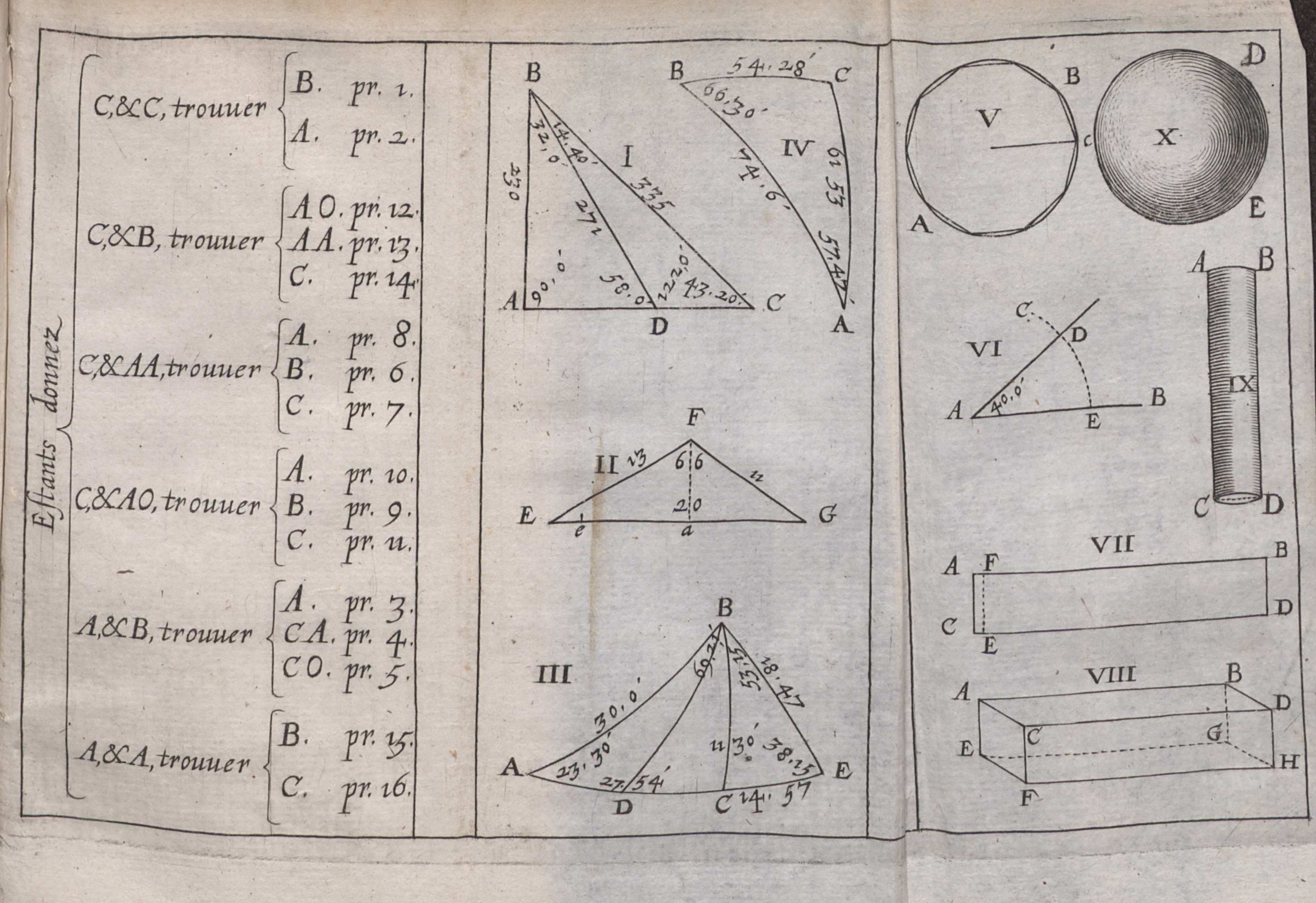
Illustrazione da L'usage de la reigle de proportion di E. Wingate, 1624

Edmund Wingate (Flamborough, 1596 – Londra, 1656) è stato un matematico e giurista britannico. Scrisse popolari opere divulgative e fu membro del parlamento durante l'interregno inglese.

## Opere
- (FR) L'usage de la reigle de proportion en l'arithmetique et geometrie, Parigi, Melchior Mondiere, 1624.